# نجيب العجي
نجيب ناصر عوض العجي سياسي يمني هو وزير الارشاد وشئون الحج والعمرة في حكومة الإنقاذ الوطني برئاسة عبد العزيز بن حبتور التابعة للمجلس السياسي الأعلى في سلطة صنعاء منذ 10 نوفمبر 2018.